# Mauricio Soria
Mauricio Ronald Soria Porillo (ur. 1 czerwca 1966 w Cochabamba) – boliwijski trener piłkarski oraz piłkarz występujący na pozycji bramkarza, selekcjoner reprezentacji Boliwii. Wychowanek Aurory, w trakcie kariery grał także w takich klubach, jak The Strongest, Always Ready, Destroyers, Oriente Petrolero, Bolívar oraz Jorge Wilstermann. Reprezentant Boliwii. Jako trener prowadził Real Potosí, The Strongest, Jorge Wilstermann oraz Blooming.